# Bruny Surin
Bruny Surin (n. 12 iulie 1967, Cap-Haïtien, Haiti) este un sprinter ce a reprezentat Canada, medaliat olimpic. A participat la 4 ediții ale Jocurilor Olimpice (1988, 1992, 1996, 2000) în care a câștigat o medalie de aur în proba de 4x100 de metri.

## Palmares
| An   | Competiție                     | Locație                     | Loc | Eveniment  | Note    |
| ---- | ------------------------------ | --------------------------- | --- | ---------- | ------- |
| 1986 | Campionatul Mondial de Juniori | Atena, Grecia               | 11  | triplusalt | 13,30 m |
| 1987 | Universiada                    | Zagreb, Iugoslavia          | 10  | lungime    | 7,72 m  |
| 1987 | Jocurile Panamericane          | Indianapolis, Statele Unite | 15  | lungime    | 5,40 m  |
| 1987 | Campionatul Mondial            | Roma, Italia                | –   | lungime    | FR      |
| 1988 | Jocurile Olimpice              | Seul, Coreea de Sud         | 14  | 100 m      | 7,73 m  |
| 1989 | Campionatul Mondial în sală    | Budapesta, Ungaria          | 8   | 60 m       | 6,61    |
| 1989 | Campionatul Mondial în sală    | Budapesta, Ungaria          | 13  | lungime    | 7,57    |
| 1990 | Jocurile Goodwill              | Seattle, Statele Unite      | 5   | 4x100 m    | 39,39   |
| 1991 | Campionatul Mondial în sală    | Sevilla, Spania             | 8   | 60 m       | 6,66    |
| 1991 | Campionatul Mondial            | Tokio, Japonia              | 8   | 100 m      | 10,14   |
| 1991 | Campionatul Mondial            | Tokio, Japonia              | 8   | 4x100 m    | 39,51   |
| 1992 | Jocurile Olimpice              | Barcelona, Spania           | 4   | 100 m      | 10,09   |
| 1992 | Jocurile Olimpice              | Barcelona, Spania           | 16  | 4x100 m    | NT      |
| 1993 | Campionatul Mondial în sală    | Toronto, Canada             | 1   | 60 m       | 6,50    |
| 1993 | Campionatul Mondial            | Stuttgart, Germania         | 5   | 100 m      | 10,02   |
| 1993 | Campionatul Mondial            | Stuttgart, Germania         | 3   | 4x100 m    | 37,83   |
| 1995 | Campionatul Mondial în sală    | Barcelona, Spania           | 1   | 60 m       | 6,46    |
| 1995 | Campionatul Mondial            | Göteborg, Suedia            | 2   | 100 m      | 10,03   |
| 1995 | Campionatul Mondial            | Göteborg, Suedia            | 1   | 4x100 m    | 38,31   |
| 1996 | Jocurile Olimpice              | Atlanta, Statele Unite      | 9   | 100 m      | 10,13   |
| 1996 | Jocurile Olimpice              | Atlanta, Statele Unite      | 1   | 4x100 m    | 37,69   |
| 1997 | Campionatul Mondial în sală    | Paris, Franța               | 5   | 60 m       | 6,57    |
| 1997 | Campionatul Mondial            | Atena, Grecia               | 7   | 100 m      | 10,12   |
| 1997 | Campionatul Mondial            | Atena, Grecia               | 1   | 4x100 m    | 37,86   |
| 1998 | Jocurile Goodwill              | New York, Statele Unite     | 5   | 100 m      | 10,30   |
| 1998 | Jocurile Goodwill              | New York, Statele Unite     | 1   | 4x100 m    | 38,23   |
| 1999 | Campionatul Mondial în sală    | Maebashi, Japonia           | 8   | 60 m       | 6,64    |
| 1999 | Campionatul Mondial            | Sevilla, Spania             | 2   | 100 m      | 9,84    |
| 1999 | Campionatul Mondial            | Sevilla, Spania             | –   | 4x100 m    | DS      |
| 2000 | Jocurile Olimpice              | Sydney, Australia           | 16  | 100 m      | 50,94   |
| 2001 | Campionatul Mondial            | Edmonton, Canada            | 15  | 100 m      | 11,39   |

1. ↑  Sportivul a participat doar la calificări.

## Legături externe
- Materiale media legate de Bruny Surin la Wikimedia Commons
- en Bruny Surin la World Athletics
- en Bruny Surin la Olympedia.org